# Ileana Ros-Lehtinen
Ileana Ros-Lehtinen (también conocida como Ileana Ros; nacida Ileana Ros y Adato el 15 de julio de 1952 en La Habana) es una política cubano-estadounidense, miembro de la Cámara de Representantes por el distrito 27 del Estado de Florida desde 1989. Integra el Partido Republicano.
En 2016, promulgó un proyecto de ley conocido como "Nica Act" que afectaría todo préstamo realizado por Nicaragua ante organismos financieros donde Estados Unidos tenga poder de decisión.
El 30 de abril de 2017, Ros-Lehtinen anunció que no se postularía para la reelección en 2018. Fue reemplazada por la Exsecretaria de Salud y Servicios Humanos y presidenta de la Universidad de Miami, Donna Shalala.